# Gran Premi de França del 1981
Resultats del Gran Premi de França de Fórmula 1 de la temporada 1981, disputat al circuit de Dijon-Prenois el 5 de juliol del 1981.

## Resultats
| Pos | No | Pilot             | Equip             | Voltes | Temps/ Retirada | Pos. de sortida | Punts |
| --- | -- | ----------------- | ----------------- | ------ | --------------- | --------------- | ----- |
| 1   | 15 | Alain Prost       | Renault           | 80     | 1h 35' 48. 1    | 3               | 9     |
| 2   | 7  | John Watson       | McLaren - Ford    | 80     | + 2.29 s        | 2               | 6     |
| 3   | 5  | Nelson Piquet     | Brabham - Ford    | 80     | + 24.22 s       | 4               | 4     |
| 4   | 16 | René Arnoux       | Renault           | 80     | + 42.3 s        | 1               | 3     |
| 5   | 28 | Didier Pironi     | Ferrari           | 79     | + 1 Volta       | 14              | 2     |
| 6   | 11 | Elio de Angelis   | Lotus - Ford      | 79     | + 1 Volta       | 8               | 1     |
| 7   | 12 | Nigel Mansell     | Lotus - Ford      | 79     | + 1 Volta       | 13              |       |
| 8   | 22 | Mario Andretti    | Alfa Romeo        | 79     | + 1 Volta       | 10              |       |
| 9   | 6  | Hector Rebaque    | Brabham - Ford    | 78     | + 2 Voltes      | 15              |       |
| 10  | 2  | Carlos Reutemann  | Williams - Ford   | 78     | + 2 Voltes      | 7               |       |
| 11  | 8  | Andrea de Cesaris | McLaren - Ford    | 78     | + 2 Voltes      | 5               |       |
| 12  | 33 | Marc Surer        | Theodore - Ford   | 78     | + 2 Voltes      | 21              |       |
| 13  | 3  | Eddie Cheever     | Tyrrell - Ford    | 77     | + 3 Voltes      | 19              |       |
| 14  | 29 | Riccardo Patrese  | Arrows - Ford     | 77     | + 3 Voltes      | 18              |       |
| 15  | 23 | Bruno Giacomelli  | Alfa Romeo        | 77     | + 3 Voltes      | 12              |       |
| 16  | 4  | Michele Alboreto  | Tyrrell - Ford    | 77     | + 3 Voltes      | 23              |       |
| 17  | 1  | Alan Jones        | Williams - Ford   | 76     | Col·lisió       | 9               |       |
| Ret | 26 | Jacques Laffite   | Ligier - Matra    | 57     | Suspensions     | 6               |       |
| Ret | 17 | Derek Daly        | March - Ford      | 55     | Motor           | 20              |       |
| Ret | 27 | Gilles Villeneuve | Ferrari           | 41     | Part elèctrica  | 11              |       |
| Ret | 25 | Patrick Tambay    | Ligier - Matra    | 30     | Rodes           | 16              |       |
| Ret | 20 | Keke Rosberg      | Fittipaldi - Ford | 11     | Suspensions     | 17              |       |
| Ret | 14 | Eliseo Salazar    | Ensign - Ford     | 6      | Suspensions     | 22              |       |
| NVS | 21 | Chico Serra       | Fittipaldi - Ford | 0      | No va sortir    | 24              |       |
| NVQ | 30 | Siegfried Stohr   | Arrows - Ford     |        |                 |                 |       |
| NVQ | 35 | Brian Henton      | Toleman - Hart    |        |                 |                 |       |
| NVQ | 9  | Slim Borgudd      | ATS - Ford        |        |                 |                 |       |
| NVQ | 31 | Beppe Gabbiani    | Osella - Ford     |        |                 |                 |       |
| NVQ | 36 | Derek Warwick     | Toleman - Hart    |        |                 |                 |       |

## Altres
- Pole: René Arnoux 1' 05. 95

- Volta ràpida: Alain Prost 1' 09. 140 (a la volta 64)

- Va ser la primera victòria d'Alain Prost